# Lagoa Grande (Minas Gerais)
Lagoa Grande – miasto i gmina w Brazylii, w stanie Minas Gerais.